# 圣救主圣殿 (雷恩)
圣救主圣殿（Basilique Saint-Sauveur）是一座罗马天主教宗座圣殿，位于法国布列塔尼大区雷恩市中心西北部的圣救主广场（place Saint-Sauveur）, 布列塔尼议会广场视线的尽头。只能见到其圣救主广场的东立面和圣救主街的南立面，其余几面与建筑物连接，包括西侧圣救主街2号的祭衣间。
该堂创建于12世纪，目前的古典主义建筑建于1703-1768年。1916年升格为宗座圣殿。

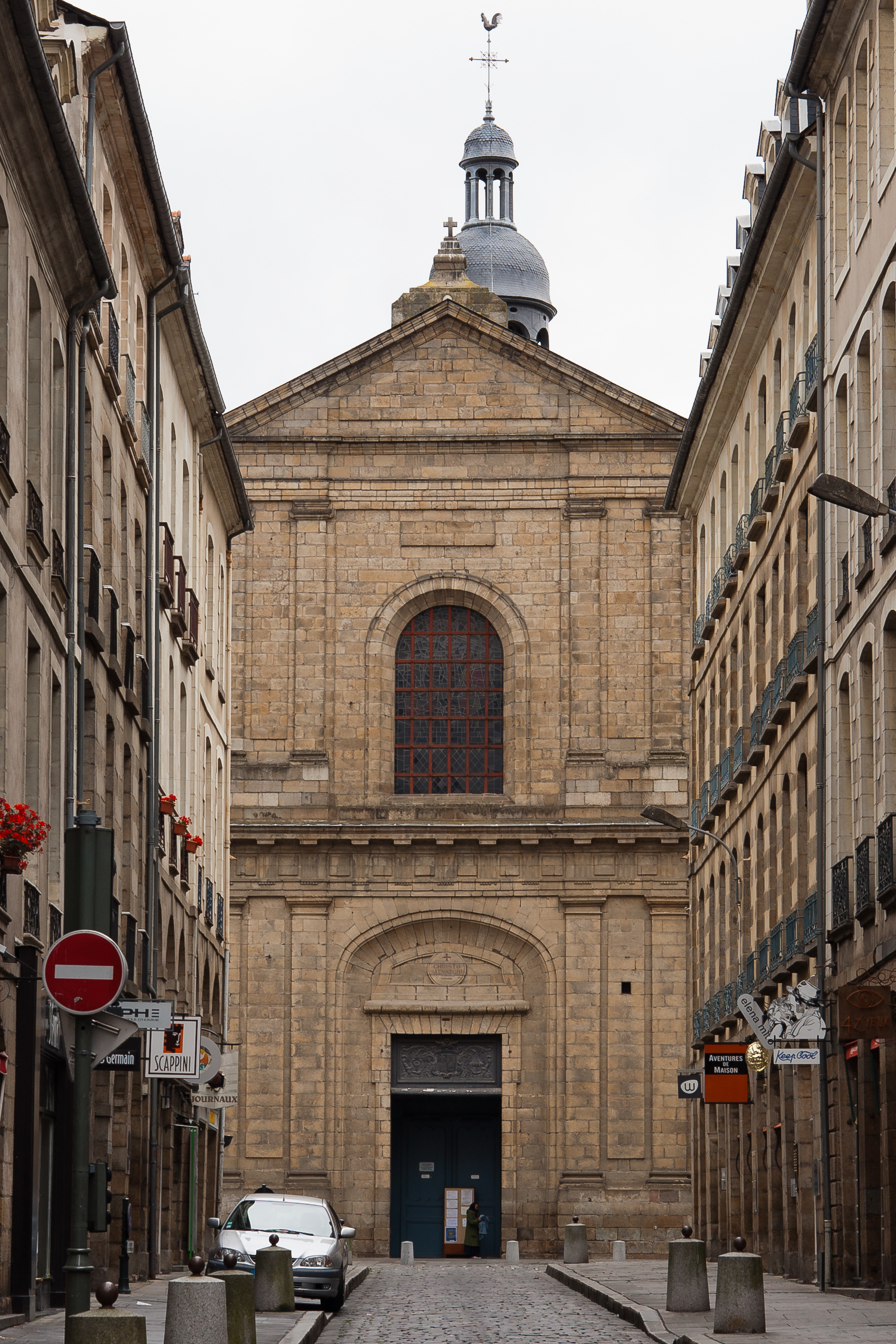
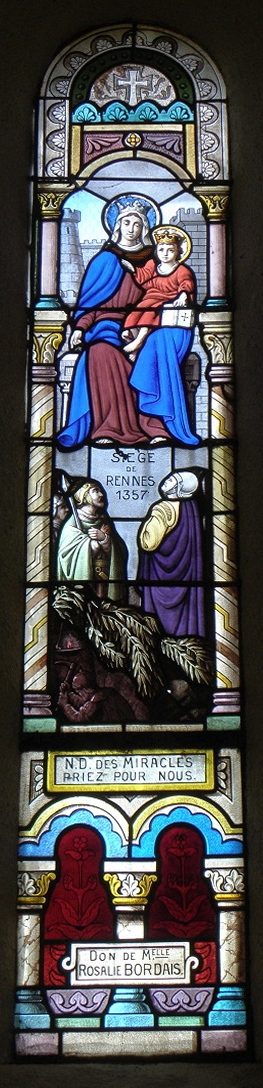
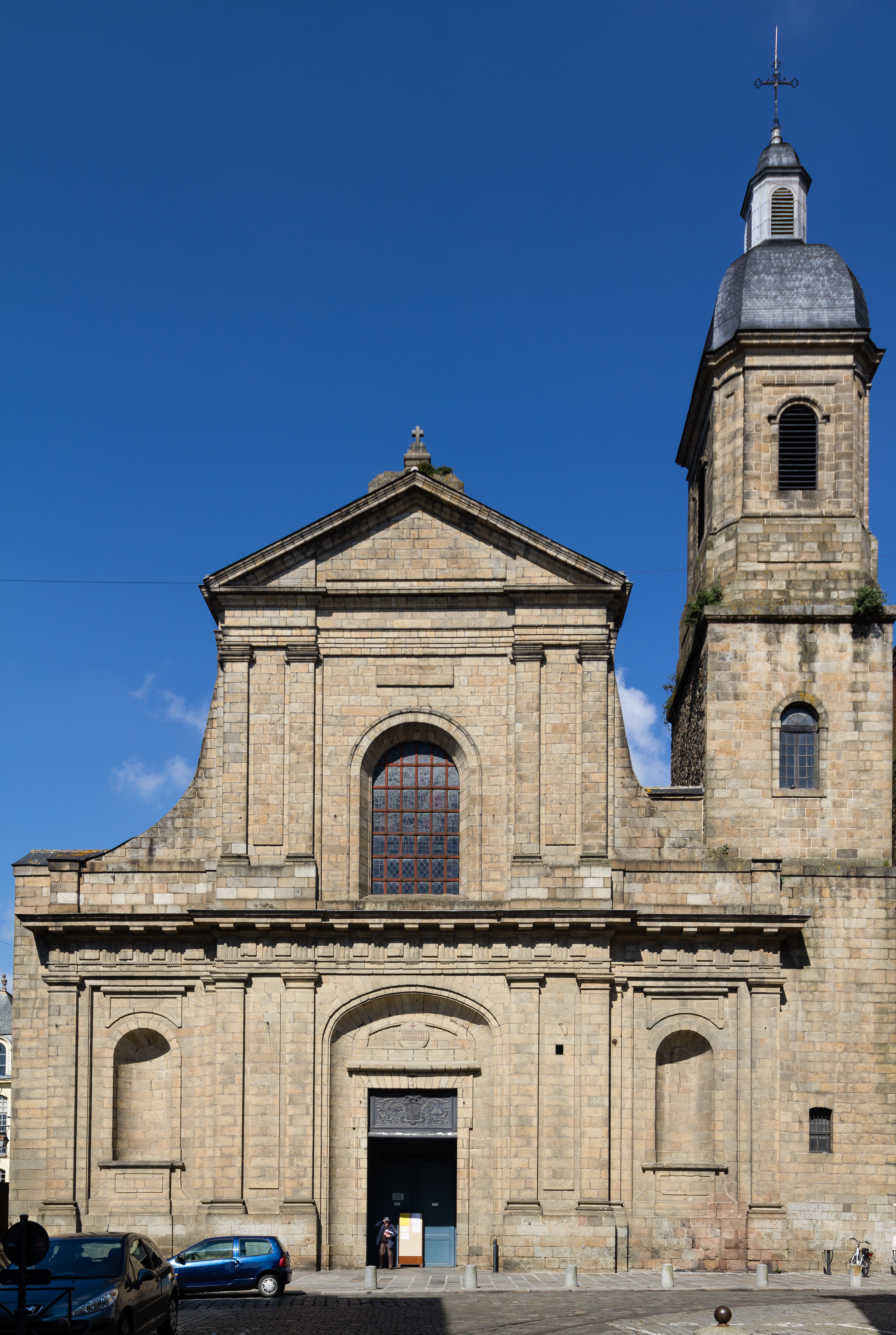
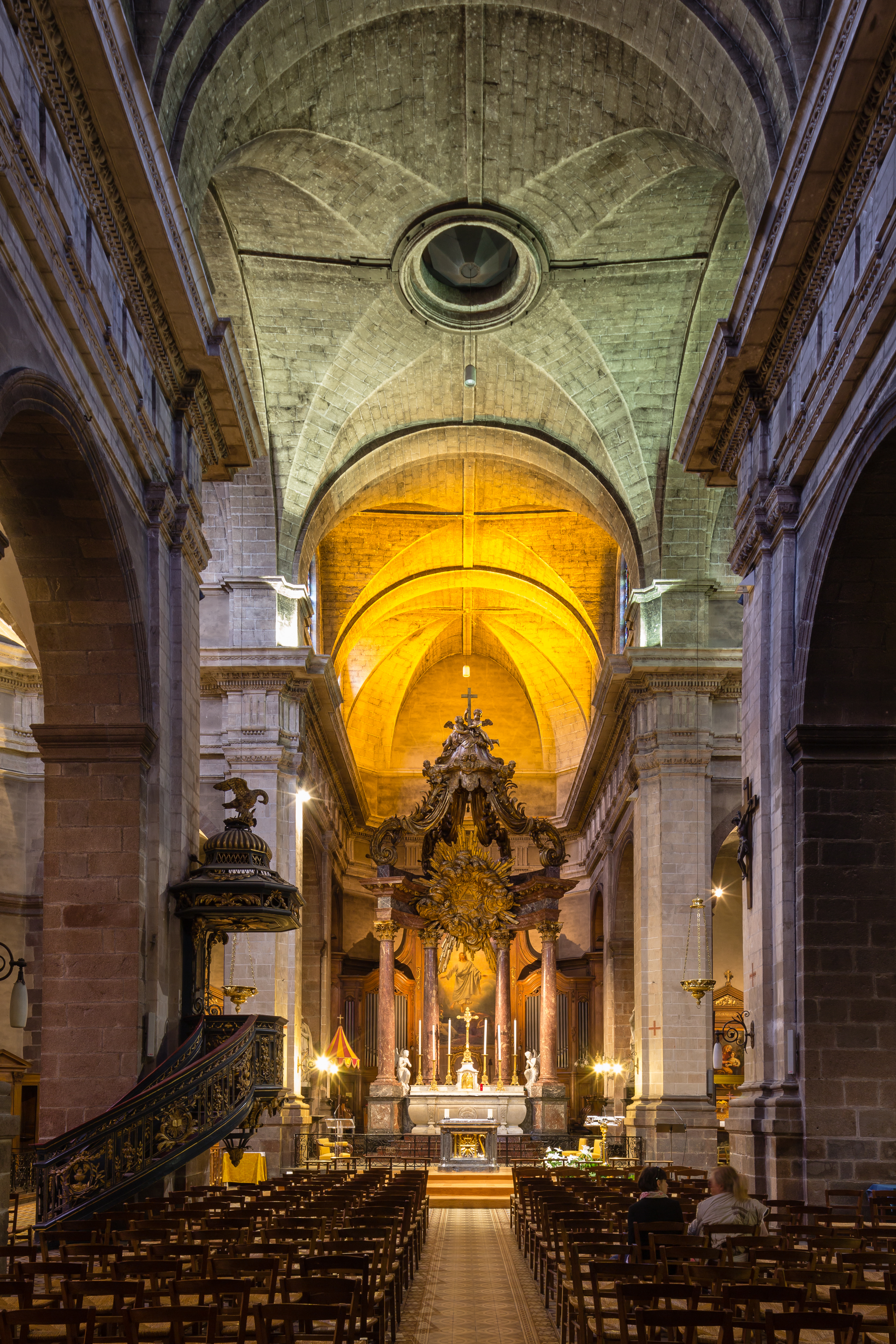
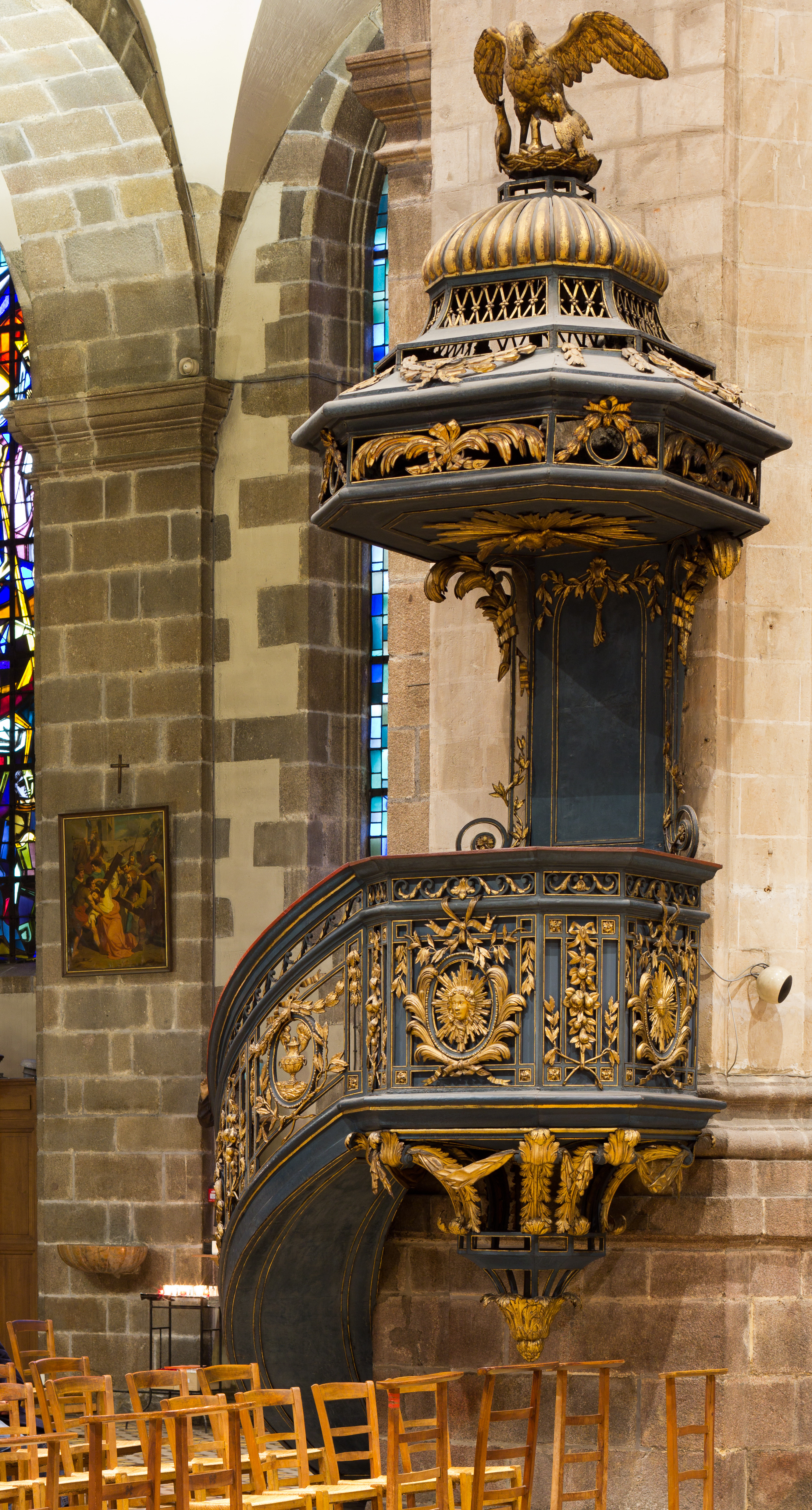
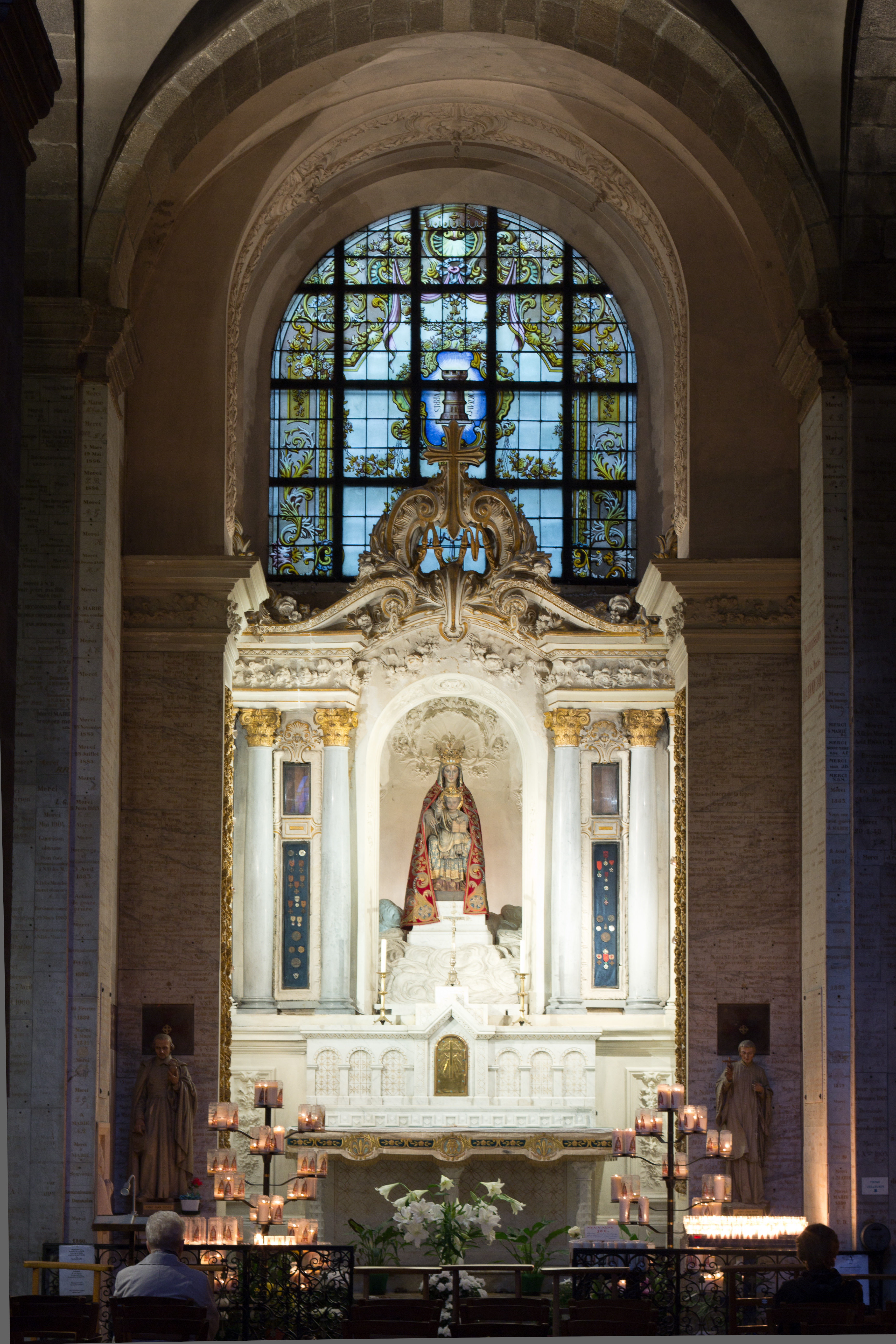
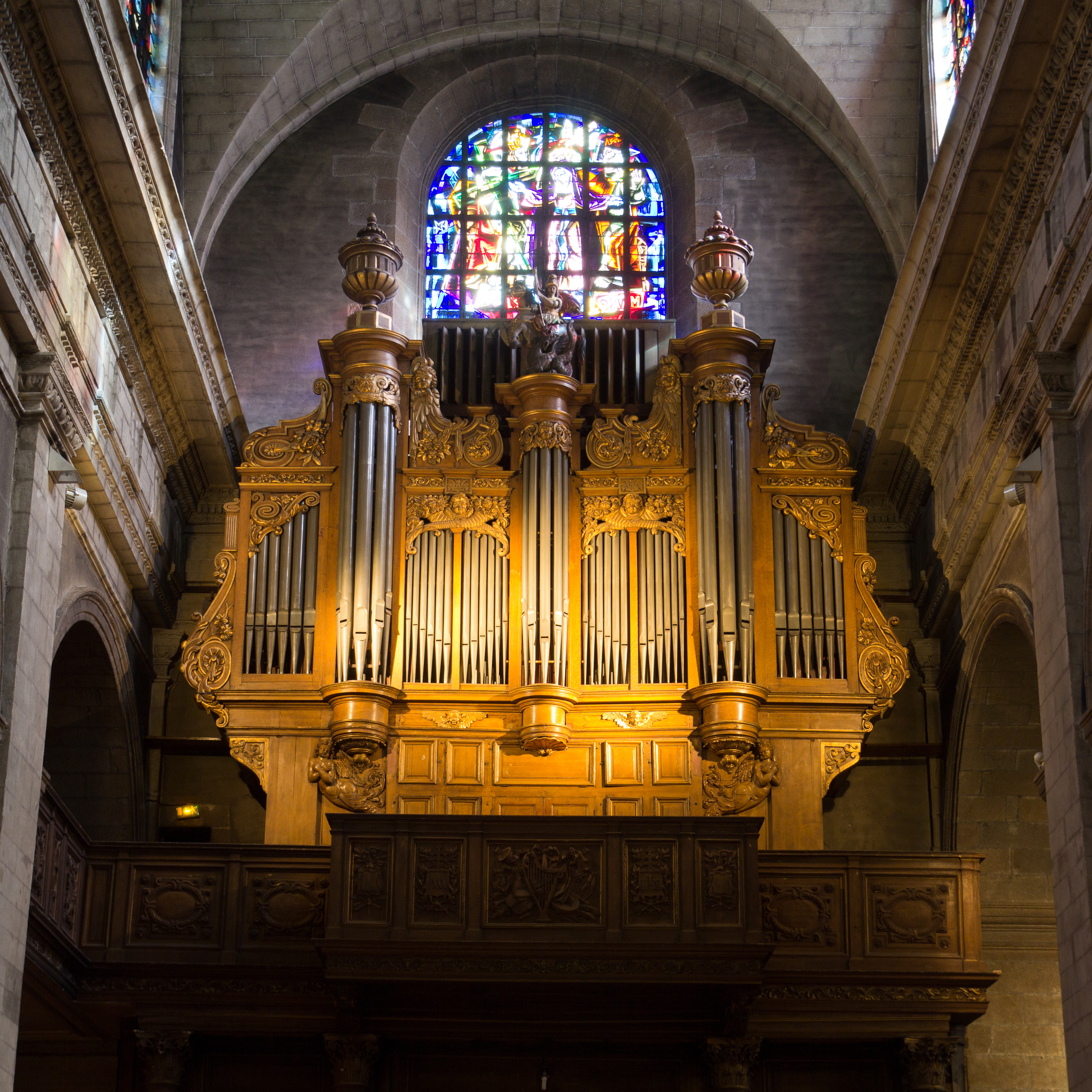